# The Walking Dead – The Ride
The Walking Dead – The Ride im Thorpe Park (Chertsey, Surrey, UK) ist eine stählerne Dunkelachterbahn vom Modell Enigma des Herstellers Vekoma, die am 23. März 1996 als X:\ No Way Out eröffnet wurde. Diesen Namen hatte sie bis einschließlich 2012 inne. Von 2013 bis 2017 fuhr sie unter dem Namen X, bis sie schließlich 2018 in den aktuellen Namen umbenannt wurde.
Die Bahn wurde als erste rückwärts fahrende Achterbahn im Dunkeln beworben und nach der Idee thematisiert, als würde man in einem Computervirus festsitzen. Dazu wurde sie im Themenbereich Lost City in einem pyramidenförmigen Wellblechgebäude untergebracht. Ursprünglich besaß sie auch eine Menge an Thematisierung, diese wurde allerdings im Laufe der Jahre zum größten Teil entfernt. Nach dem Powered Coaster Flying Fish war sie bei der Eröffnung 1996 die erste „klassische“ Achterbahn des Parks.
The Walking Dead – The Ride besitzt fünf Züge mit jeweils fünf Wagen. In jedem Wagen können zwei Personen (eine Reihe) Platz nehmen. Für Ein- und Ausstieg besitzt die Bahn getrennte Stationen. Nach dem Einsteigen wird der Zug von einem Reibradlift auf 12,7 Meter Höhe befördert. Auf der folgenden 400 Meter langen Strecke hält der Zug dreimal für jeweils ungefähr 15 Sekunden an, was Teil der erzählten Geschichte sein soll. Trotz der relativ kurzen Strecke benötigt der Zug so zwei Minuten für die komplette Fahrt. Pro Stunde können theoretisch 1000 Personen mit der Achterbahn fahren.
Unter Achterbahnfans ist die Bahn aufgrund der schlechten Fahreigenschaften und der nur mäßig wahrnehmbaren Thematisierung eher wenig beliebt und findet sich bei den jährlichen Abstimmungen zu den besten Stahlachterbahnen (Steel Coaster Poll) regelmäßig auf einem der letzten Plätze.

## Züge
The Walking Dead – The Ride besitzt fünf Züge mit jeweils fünf Wagen. In jedem Wagen können zwei Personen in einer Reihe Platz nehmen.